# Setosphaeria turcica
Setosphaeria turcica (anamorf: Exserohilum turcicum) is een plantziekte verwekkende schimmel uit de familie Pleosporaceae. De wetenschappelijke naam is voor het eerst geldig gepubliceerd door K.J. Leonard en Suggs in 1974.

## Kenmerken
De apothecia hebben een zwarte kleur en de vorm ervan varieert van kogelvormig tot elliptisch. Het oppervlak van de apothecia is bedekt met ruwe, bruinkleurige seta. Deze seta kunnen maximaal 150 micrometer lang worden en de dikte van de seta varieert tussen de 4 en 6 micrometer. De afmetingen van de apothecia zelf variëren tussen de 350 tot 725 bij de 345 tot 500 micrometer.
Setosphaeria turcica gebruikt sporen om zicht voort te planten welke zich in de sporenzakjes bevinden. Deze sporenzakjes bevatten een tot acht ascospore. Wanneer de sporenzakjes jong zijn hebben ze een dikke wand. De afmetingen van de sporenzakjes variëren tussen de 175 en 250 bij 24 en 31 micrometer. De ascosporen zijn doorzichtig van kleur en slijmerig van textuur.
De conidioforen bevinden zich aan het uiteinde van de schimmeldraden en komen zowel opzichzelfstaand als in kleine groepen voor. Deze condioforen hebben een olijfbruine kleur, maar nabij de apex verbleekt deze. De condioforen zijn cilindrisch en kunnen tot wel 300 micrometer lang worden. De breedte varieert tussen de 8 en 10 micrometer. De afmetingen van de conidiën liggen tussen de 50 bij 144 en 18 bij 33 micrometer.

## Levenswijze
Setosphaeria turcica is een parasiterende schimmel die zich voedt met de bladeren van planten waarmee hij een bladvlekkenziekte kan veroorzaken. Wanneer de schimmel een plant geïnfecteerd heeft, verspreidt die zich systematisch over de gehele plant en ondertussen zorgt ervoor dat de bladeren van de gastheer afsterven, zodat hij zich kan voeden met het dode materiaal. Zijn voornaamste gastheren zijn maisplanten en sorgoplanten.
Setosphaeria turcica brengt het merendeel van zijn leven in een haploïde staat door, maar wordt door middel van kernfasewisseling diploïd voor de voortplanting. Kort hierna vindt er meiose plaats en worden de ascosporen gevormd waarna de schimmel weer haploïd is. Meestentijds vindt de voortplanting op aseksuele wijze plaats. De schimmelsoort gedijt bij temperaturen tussen de 18 en 27 graden Celsius.

## Verspreiding
Setosphaeria turcica komt voor in Noord- en Zuid-Amerika, Europa (met uitzondering van Zweden), Australië, Azië en Afrika.